# Chicoral
Chicoral es un Corregimiento del municipio El Espinal, ubicado en el departamento del Tolima en Colombia, se encuentra cerca del río Coello y aproximadamente a 44 km de Ibagué.

## Toponimia
Cuentan que este nombre surge de una planta llamada “Chicora” que abundaba por aquel entonces en la hacienda el “Toro Cachón” donde se llevaron a cabo algunas disputas entre liberales y conservadores. Otros comentan que es un derivado de la palabra “chicoras”.

## Historia
Chicoral fue creado a raíz de que la estación del ferrocarril se encontraba ubicada en este sitio, por lo cual las personas empezaron a poblar este lugar, viéndolo como un lugar apropiado para vivir y progresar, siendo esta una de las estaciones más importantes, Este ferrocarril contaba con rutas a Bogotá, Neiva, Ibagué y muchos sitios turísticos más. Además de ser un necesario centro de transporte y se realizaba la recolección de arroz. Los fundadores fueron Don Zacarías Caicedo y Primitivo Prada; aunque no se sabe con exactitud en que año fue creado, históricamente se sabe que en el año 1895 este centro poblado ya existía.
Chicoral es elegida parroquia el 27 de junio de 1955 mediante el decreto N.º 33 ordenado por el señor obispo Arturo.

## Economía
la principal fuente de ingresos económicos de los chicoralunos se debe a la parte agrícola: el algodón, zorgo, maní, maíz, entre otros, son los principales productos que allí se cultivan.
hoy en día, y debido a los diferentes cambios climáticos y a la difícil situación económica del país, muchos de los habitantes de chicoral han optado por dejar de cultivar los principales productos y dedicarse a cosechar una fruta tan exquisita y saludable como lo es el mango.
cerca de 500 hectáreas de tierra han sido sembradas por árboles de mango, convirtiéndose de este modo, en una importante fuente de ingreso económico para los chicoralunos y logrando que esta fruta sea de mayor exportación a las principales ciudades del territorio colombiano, como lo son Bogotá, Cali y Medellín.
Hoy en día, Chicoral posee una fábrica de procesamiento de mango en estado de maduración, donde se despulpa y se empaca para diferentes zonas del país.
El 9 de enero de 1972, se firmó un acuerdo firmado entre el gobierno colombiano de Misael Pastrana, congresistas y terratenientes o latifundistas colombianos, con el fin de frenar el intento de reforma agraria promovida en los gobiernos anteriores. A esto se le llamó "Pacto de Chicoral".